# Materialismo dialettico
Il materialismo dialettico è una teoria dialettica della natura e della storia, fondata sul metodo dialettico di Hegel, utilizzato però in chiave materialista. Essa è la "concezione filosofica" del marxismo così come sviluppata soprattutto da Engels e Lenin. Essa può definirsi come dottrina della materia in movimento e logica della contraddizione.

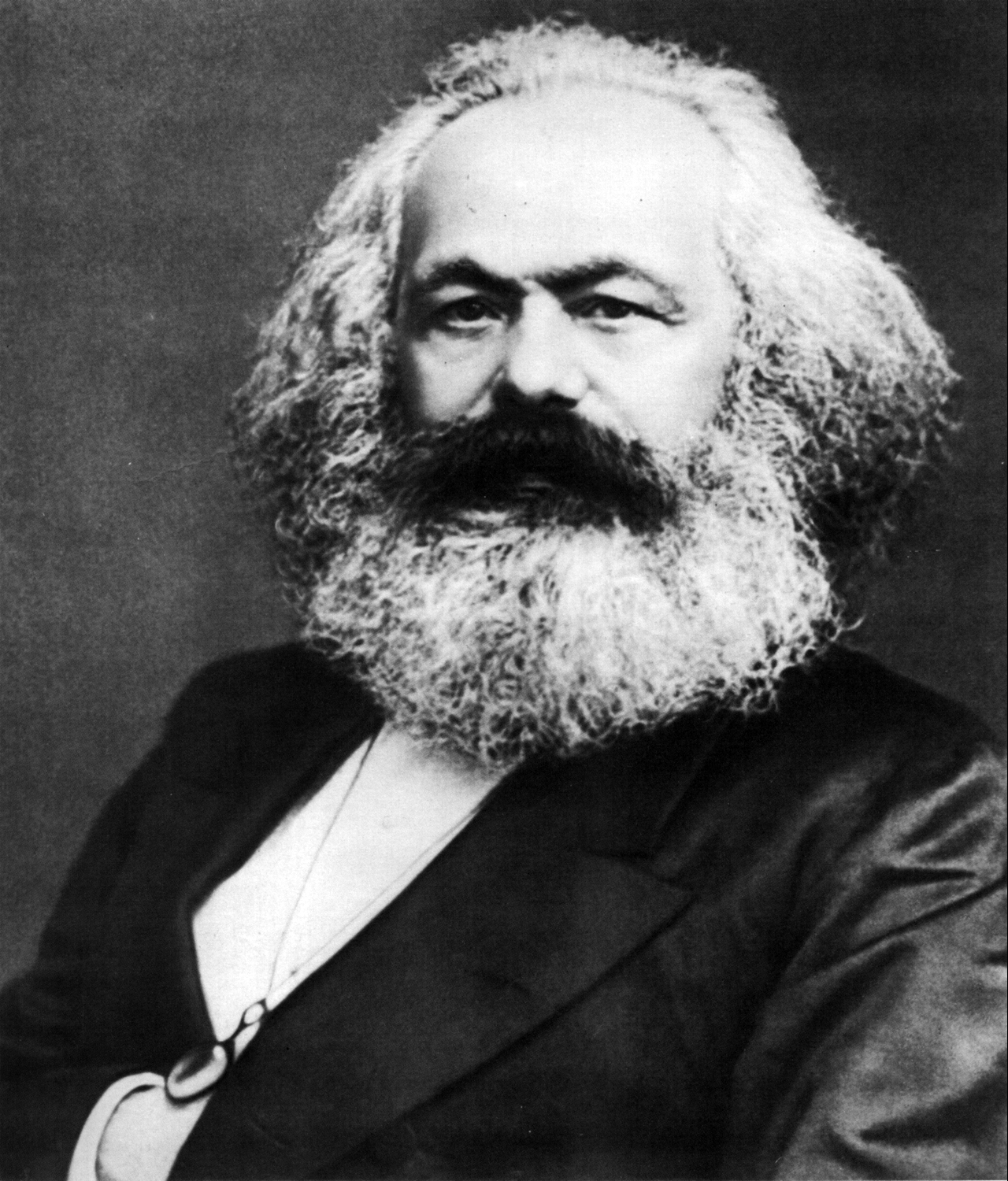
Karl Marx

Il termine "dialettico" esprime l'inclusione nel punto di vista materialista della consapevolezza della dinamica interconnessione tra i processi e dell'universalità del mutamento: qualsiasi ente è, secondo questa dottrina, soggetto ad un processo di autotrasformazione, dovuto al fatto che il suo contenuto è costituito da forze in opposizione (o "contraddittorie" nel gergo hegeliano); ciascuna cosa si muta costantemente in qualcosa di diverso da sé. In tale contesto, pertanto, si ripudiano il meccanicismo inteso come materialismo non dialettico e la metafisica nel senso dell'ontologia idealista.
Il materialismo storico da questo punto vista non è altro che l'applicazione del materialismo dialettico alla storia delle società umane. Sebbene i marxisti, e specialmente Marx stesso, si siano occupati soprattutto del materialismo storico, è possibile rintracciare un'importante elaborazione teorica di carattere marxista anche riguardo alla storia naturale (di cui, secondo la filosofia materialista, la storia dell'umanità è una parte).
Basandosi sulla dialettica hegeliana e dunque sulla visione dialettica della storia come continuo evolversi dei rapporti servo-padrone, Marx formula il materialismo dialettico, che mantiene questa concezione dialettica della storia liberandola però del suo idealismo, che vede la dialettica come frutto dello scontro delle idee intese nel senso filosofico letterale, ossia valori assoluti ed esistenti su un piano d’esistenza ideale e pertanto assoluto. Marx, d’altra parte, introduce una concezione materialistica della dialettica, applicandola poi alla concezione della storia (materialismo storico) intesa come storia umana, interpretandola certamente come frutto di valori e movimenti, ma in principio come conseguenza delle condizioni materiali che li generano. Tali condizioni materiali sono in primis determinati dal sistema economico, che nell’analisi marxiana costituisce la struttura sulla quale si costruisce la sovrastruttura in ogni sua forma.

## Dalla dialettica hegeliana al marxismo

### Engels: le leggi della dialettica della natura
(Friedrich Engels, prefazione del 1885 all'Anti-Dühring)

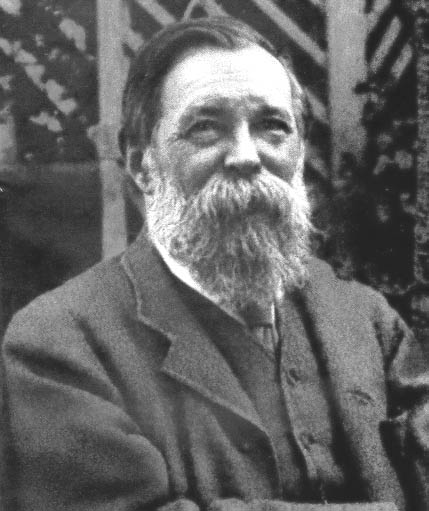
Friedrich Engels

Testi fondamentali del materialismo dialettico sono l'Anti-Dühring (1878), che molti considerano un vero e proprio compendio del Capitale, e l'incompleto Dialettica della natura (composto nel 1883 ma pubblicato postumo solo nel 1925) di Friedrich Engels. In essi Engels esplicita la sua concezione filosofica in modo particolarmente chiaro indicandola come "dialettica materialista". La dialettica marxiana secondo lui si applica anche alla natura e poggia su tre leggi:
- La legge della conversione della quantità in qualità (e viceversa): in natura le variazioni qualitative possono essere ottenute dal sommarsi graduale di variazioni quantitative che culmina con un salto (inerentemente non-graduale) di qualità; la nuova qualità è considerata altrettanto reale di quella originaria e non è più ad essa riconducibile. Più in generale, ogni differenza qualitativa è collegata ad una differenza quantitativa e viceversa: non esistono le categorie metafisiche "quantità" e "qualità" bensì esse costituiscono due poli di un'unità dialettica[1].
- La legge della compenetrazione degli opposti (ossia dell'unità e del conflitto degli opposti) garantisce l'unità ed al tempo stesso il mutamento incessante della natura: tutte le esistenze essendo costituite di elementi e forze in opposizione hanno il carattere di una unità in divenire; l'unità è considerata temporanea, mentre il processo di mutamento è continuo. Le categorie hanno contorni sfumati ma non per questo è illusoria o meno intensa la loro contrapposizione e la dinamica evolutiva che ne deriva.
- La legge della negazione della negazione: ogni sintesi è a sua volta la tesi di una nuova antitesi che darà luogo ad una nuova sintesi che risolve le contraddizioni precedenti e genera le sue proprie contraddizioni[2].

Queste leggi, per Engels, determinano un divenire sia naturale che storico, necessario ed essenzialmente progressivo, che ha tuttavia caratteristiche rivoluzionarie, con svolte brusche e violente, e non quelle di una pacifica evoluzione gradualistica.
Queste leggi sono spesso state addirittura interpretate come critica e negazione del principio di non contraddizione. Secondo alcuni ciò è stato dovuto essenzialmente a causa di una esasperata identificazione della contraddizione dialettica in senso hegeliano (intesa come conflitto tra forze in contrapposizione) e la contraddizione logica, propria della logica formale. Diversi autori marxisti hanno infatti apertamente contestato la validità del principio di non contraddizione, considerandolo poco più che una finzione matematica, che mostra però i suoi limiti quando è applicato concretamente al mondo materiale.

### Marx: capovolgere l'hegelismo e usarlo per cambiare il mondo

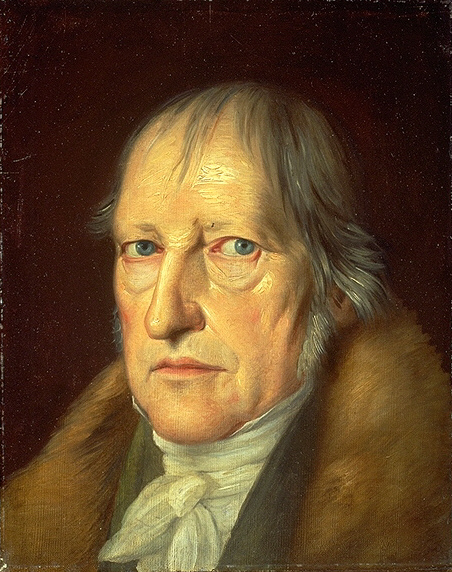
Georg W. F. Hegel

Sebbene sia stato esplicitato maggiormente nei testi di Engels, e sebbene alcuni ritengano che Marx non fosse molto interessato all'opera di sistematizzazione della sua dottrina filosofica realizzata dall'amico, in genere si ritiene che il materialismo dialettico fece la sua comparsa con la rivalutazione critica da parte di Karl Marx del metodo dialettico di Hegel che questi applicava all'analisi dell'Uomo, della sua storia e delle sue opere. Marx capovolse il metodo di Hegel che a suo giudizio "poggiava sulla testa" (cioè sullo Spirito, visto come entità fondante la dialettica storica) "riportandolo sui piedi" (cioè basando la sua filosofia sulla supremazia della materia, di cui i fenomeni spirituali o mentali nel cervello umano sono un prodotto).
Fondamentalmente, ciò che Marx conservò dell'idealismo hegeliano, applicandolo tuttavia al mondo reale (in opposizione al mondo ideale) fu:
- Il rifiuto sia della metafisica misticheggiante (in particolare di tipo religioso) sia dell'empirismo, a favore di un metodo razionale rivolto alla generalizzazione teorica, basata sul metodo scientifico: scopo della scienza è scoprire quelle che nel gergo hegeliano sono le "leggi di movimento" dei sistemi che studia, basate sulle forze fondamentali che ne determinano l'evoluzione, rifiutando idee preconcette imposte sui fenomeni, ma senza fermarsi neppure ad una mera descrizione statica della loro apparenza superficiale.
- Una visione olistica per cui ogni cosa è una parte connessa del complesso che è l'Universo ed è sottoposta, in quanto comunque materia organizzata in forme storicamente determinate, alle medesime leggi fondamentali. Marx rifiuta dunque ogni forma di dualismo.
- Il riconoscimento del mutare incessante della realtà, per Hegel frutto del dipanarsi teleologico della dialettica dello Spirito, per Marx al contrario frutto del risolversi e del continuo ricrearsi della contraddizione all'interno degli oggetti materiali, in un'evoluzione che non ha una direzione data dall'esterno ed è intervallata da balzi qualitativi (che nella storia umana sono le rivoluzioni).

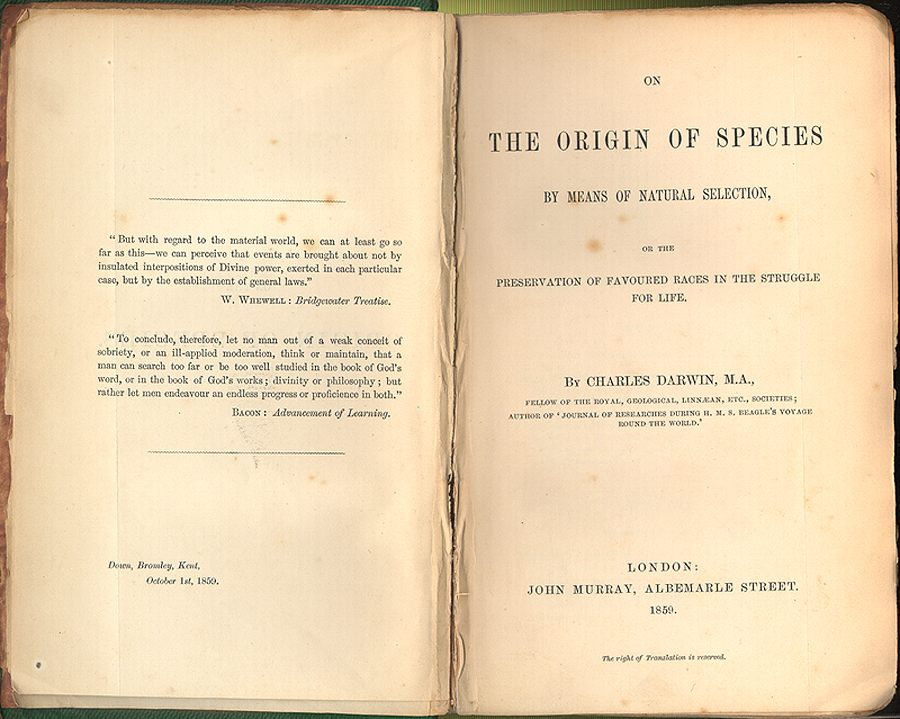
Il frontespizio dell'edizione del 1859 de L'origine delle specie di Charles Darwin, la cui pubblicazione fu accolta con entusiasmo da Marx ed Engels

Dalla visione materialista tradizionale, ormai già suffragata dalle scoperte dei naturalisti (specialmente Charles Darwin), Marx assume l'idea che la natura non-vivente precedette le forme viventi della natura, che, come animali capaci di pensiero astratto e coscienti di sé, gli esseri umani si sono evoluti da animali senza questa capacità, e che la mente e la coscienza non possono esistere separatamente da un corpo vivente.

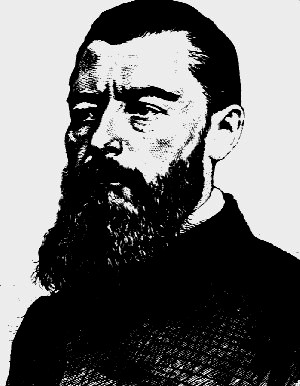
Ludwig Feuerbach

Conseguenza fondamentale della filosofia marxiana è il nuovo ruolo del filosofo materialista-dialettico. Come il mondo, secondo Marx, non è basato sull'Idea ma sulla materia, così scopo del filosofo non è più solo "interpretare il mondo", ma "mutarlo": questo è quanto dichiara in modo programmatico al termine (nell'undicesima tesi) delle fondamentali Tesi su Feuerbach (1845), brevissimo e sintetico manifesto che, differenziando il pensiero marxiano dalla principale corrente della sinistra hegeliana, fonda teoricamente il nuovo indirizzo filosofico. Come il mondo secondo Marx non è statico ma evolve dialetticamente seguendo le sue contraddizioni interne, così la filosofia di tipo nuovo deve schierarsi nello scontro tra forze antagoniste (tra le classi sociali) che dilania la società e porsi l'obiettivo della soluzione per via rivoluzionaria della contraddittorietà del reale, da cui non ci si può liberare per via contemplativa — se non finendo, come Hegel, per giustificare la presunta "razionalità" dell'ordine di cose esistente.

## Il materialismo dialettico nel Novecento

### Lenin: materialismo, idealismo ed empiriocriticismo

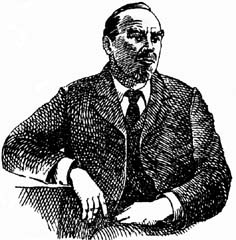
Aleksandr Bogdanov, polemizzando col quale Lenin scrive il suo lavoro filosofico Materialismo ed empiriocriticismo

A Lenin si deve l'introduzione dell'espressione "materialismo dialettico", che mette l'accento non più sul rovesciamento materialista della dialettica hegeliana ma soprattutto sul fatto che il marxismo rappresenta una forma nuova di materialismo, distinto dal "materialismo volgare" o "materialismo metafisico" o anche "meccanicismo" tipico di una branca del pensiero filosofico, specie illuminista, che riconduceva tutti i processi naturali al paradigma della meccanica (perfino il pensiero, come esemplifica l'aforisma "Il cervello secerne pensiero come il fegato secerne la bile" attribuito al fisiologo illuminista Cabanis).
Nel 1909 Lenin pubblica Materialismo ed empiriocriticismo, in polemica con il compagno di partito Aleksandr Bogdanov il quale sostiene che l'unica realtà (o perlomeno l'unica effettivamente conoscibile) è l'esperienza, contenuta nel lavoro collettivo; in questo Bogdanov riprende e modifica le tesi filosofiche di Richard Avenarius e di Ernst Mach e propone di conciliare con esse il marxismo, giustificando questa operazione sulla base di alcuni nuovi risultati delle scienze naturali. Lenin contesta la filosofia empiriocritica di Mach, a suo parere analoga all'empirismo e al kantismo (che si autodefiniva "filosofia critica"), e tenta di dimostrare la sostanziale somiglianza tra il machismo e il bogdanovismo. Questo libro vuole essere una difesa appassionata e molto dettagliata del materialismo in particolare rispetto ai problemi gnoseologici, partendo dalle posizioni espresse dal "maestro" di Lenin, Georgij Plechanov (autore di testi come Lo sviluppo della visione monista della storia e La concezione materialista della storia). In particolare le tesi leniniane sono:
- La filosofia del marxismo è il materialismo dialettico, per Lenin l'unica forma conseguente di materialismo, coerente con le scoperte scientifiche moderne (per esempio sull'elettrone, sulla radioattività ecc.).

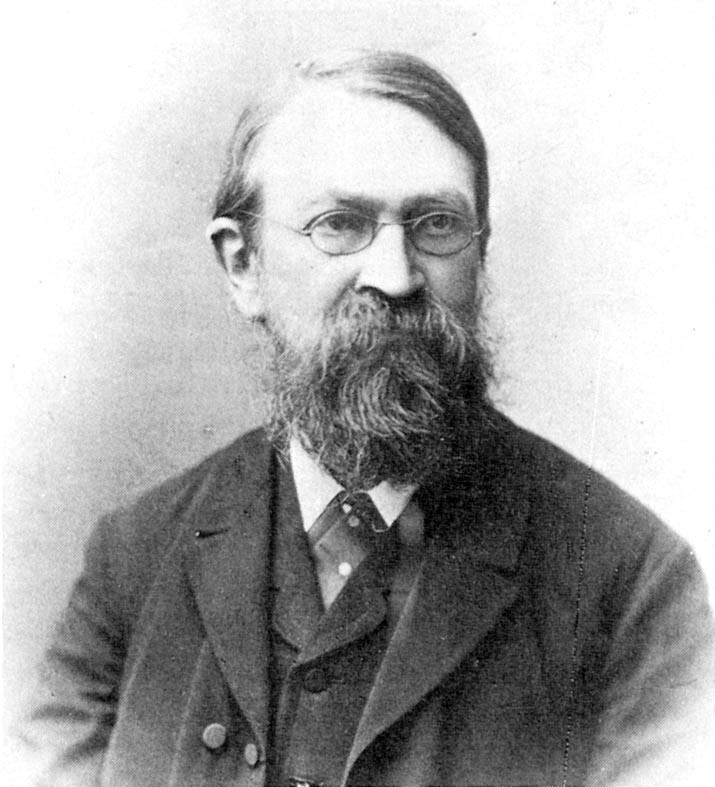
Lo scienziato e filosofo Ernst Mach, secondo Lenin capostipite di una versione moderna di "agnosticismo filosofico"

- I sistemi filosofici si dividono da sempre sostanzialmente in materialismo e idealismo e questi due "partiti" in filosofia si combattono da secoli, pur evolvendo le rispettive posizioni. L'empirismo di Hume e altri o il kantismo sono posizioni oscillanti tra queste due, che non prendono apertamente posizione e che pertanto Lenin chiama "agnosticismo". La tendenza positivista o il machismo sono assimilati da Lenin appunto all'agnosticismo filosofico. Il portato pratico dell'idealismo per i marxisti è di tipo reazionario (la religione è una forma di idealismo, l'idealismo è simile alla religione), quelle del materialismo progressive, quindi questa lotta ha conseguenze politiche rilevanti e se il partito marxista adottasse l'empiriocriticismo non sarebbe ben attrezzato teoricamente per la lotta politica.
- Materia senza movimento o movimento senza materia sono concetti assurdi. Il movimento e la materia sono un'unità indissolubile, di cui spazio e tempo sono il modo di esistenza. L'Universo è la materia cioè il movimento, e nella sua materialità trova la sua unitarietà. La vita come il pensiero fanno parte del mondo materiale e sono il prodotto della materia organizzata in un modo particolare, ma (come hanno dimostrato i geologi, gli astronomi, i naturalisti) la materia e quindi il mondo esistevano prima che vi fosse l'uomo a pensarli, è dunque la materia il principio fondamentale e non l'idea o lo spirito o l'esperienza.
- Alla base della teoria della conoscenza del materialismo dialettico vi è il riconoscimento dell'esistenza reale del mondo esterno (ritenuta "irrilevante" da alcuni pensatori con cui Lenin polemizza e che vengono perciò accusati di un velato idealismo solipsista) e il suo riflesso nel cervello umano, organo del pensiero. I nessi di causa-effetto, la necessità e la libertà, le leggi di natura, sono il rispecchiarsi nel cervello dell'uomo del modo di esistere della materia che l'uomo percepisce attraverso i sensi e con cui interagisce attraverso l'attività pratica.
- Non esiste una differenza di principio tra fenomeno e noumeno: la prassi, cioè l'azione, è la via attraverso la quale la cosa in sé diventa cosa per noi. Come diceva Hegel, conoscere le proprietà di un oggetto equivale a conoscere l'oggetto. Questo processo di conoscenza tuttavia è una dialettica infinita tra il soggetto che conosce e l'oggetto della percezione sensibile; il criterio che permette di stabilire l'oggettività della conoscenza umana è il successo della nostra attività pratica, poiché la prassi basata sulla nostra rappresentazione della realtà non potrebbe essere efficace se questa non fosse un'approssimazione crescente della kantiana "cosa in sé".

Le fortune teoriche di Bogdanov non ressero alla critica leniniana. Le posizioni filosofiche di Plechanov e Lenin conquistarono decisamente l'egemonia nel marxismo russo e poi sovietico, e in seguito in tutto il movimento comunista internazionale. Fu allontanato dal Comitato Centrale bolscevico, ma rimase ad ogni modo una figura di rilievo dell'ala sinistra del Partito; partecipò alla Rivoluzione d'Ottobre e dopo il 1917 fu nominato direttore dell'Accademia Socialista delle Scienze Sociali; divenne professore all'Università di Mosca e guidò il movimento Proletkult (Cultura Proletaria). Con lo stalinismo cadde in disgrazia e fu sottoposto ad una sorta di damnatio memoriae, preludio ad un periodo di autoritarismo anche in campo filosofico che avrebbe sostituito alla critica delle idee quella realizzata con la forza.

## Controversie

### Popper: il materialismo dialettico non è scientifico

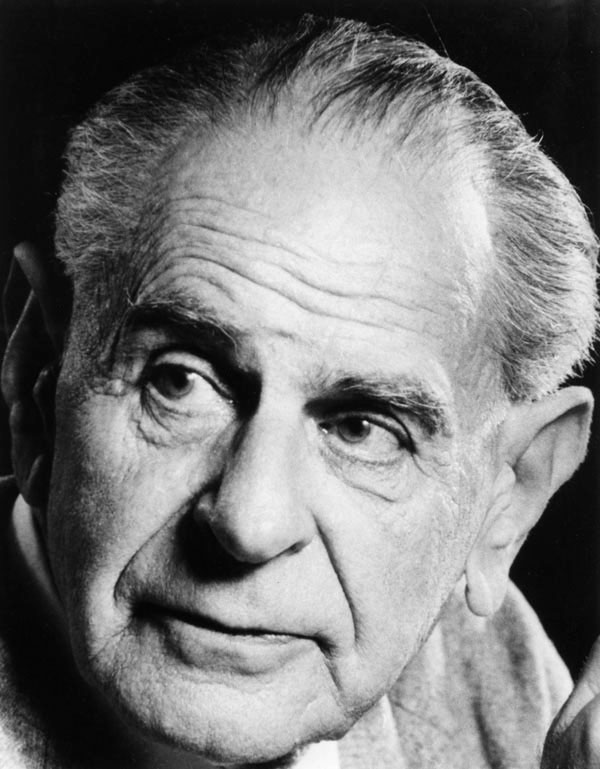
Karl Popper

Secondo Karl Popper il marxismo (e la psicoanalisi) si presenta come una teoria capace di spiegare qualsiasi fatto ricada nel suo ambito e, quindi, di sottrarsi ad ogni confutazione (o falsificazione, nel linguaggio di Popper) possibile ed immaginabile. Il vizio del materialismo dialettico risiederebbe nel fatto che esso rinuncerebbe al principio di non-contraddizione: se un fenomeno non è compatibile con una particolare tesi, vuol dire che esso ne è l'antitesi e come tale viene accettato insieme con la sua tesi; in tal modo la capacità di distinguere tra affermazioni a sostegno oppure contrarie ad una qualche teoria che poggi sul materialismo dialettico verrebbe di fatto annullato, rendendone impossibile una qualsiasi confutazione. Il materialismo dialettico presume, secondo Popper, di poter spiegare qualsiasi fenomeno, sia naturale sia storico, ricadendo nel suo ambito, inoltre. poiché, secondo Popper, non è falsificabile, non può essere (secondo Popper) considerato una vera dottrina scientifica, come invece pensavano Marx ed Engels.
Popper ebbe a scrivere sull'apparente potere esplicativo del materialismo dialettico marxista:
A detta di Popper:
Questa sua non-confutabilità, secondo Popper, renderebbe il materialismo dialettico essenzialmente non scientifico.

### Difese del materialismo dialettico
I marxisti hanno tentato di rispondere in vari modi alle accuse di Popper, di cui essi classificano la filosofia in genere come una variante dell'empirismo (o dell'agnosticismo filosofico, cioè della neutralità tra idealismo e materialismo). Filosofi posteriori di cultura sovietica tentarono di reinterpretare il materialismo dialettico meno drasticamente in modo da salvare il principio di non-contraddizione. Anche il leader del Partito Comunista Cinese Mao Tse-Tung disse la sua sul principio di non contraddizione, spiegando perché la dialettica materialista lo rifiutasse in una nota del 1937
1. Il mondo temporalmente ha inizio e fine e rispetto allo spazio è limitato; il mondo temporalmente non ha né inizio né fine e rispetto allo spazio non ha limiti.
2. Nel mondo ogni cosa composta è costituita di parti materiali semplici (ossia non ulteriormente divisibili); nel mondo non vi sono cose semplici, ogni cosa è composta (ossia può essere ulteriormente scomposta in parti più semplici).
3. Nel mondo vi è libero arbitrio; nel mondo non vi è libero arbitrio, tutto è predeterminato e fatale.
4. Nel mondo esiste un essere assolutamente inevitabile (che non può non esistere); nel mondo non esiste alcun essere inevitabile, ogni cosa è casuale.
Kant  ha  dato  a  queste  tesi  inconciliabili  e  che  si  escludono  a  vicenda  la denominazione comune di “seconda legge della contraddizione”. Egli però ha sostenuto che si trattava solo di contraddizioni del pensiero umano, non esistenti nel mondo reale. In base alla legge della non contraddizione propria della logica formale queste contraddizioni erano infatti un errore e andavano ripudiate. Tuttavia nella realtà il pensiero è il riflesso delle cose. Non c’è cosa che non contenga contraddizione e di conseguenza non c’è concetto che non contenga contraddizione. La contraddizione non è un errore del pensiero, ma al contrario il pensiero è giusto, adeguato alla cosa, solo perché è contraddittorio. La legge dell’unità degli opposti o della contraddizione propria della logica dialettica è fondata su questa base. È proprio attenendosi alla logica formale e rigettando la legge della contraddizione che si ha un pensiero sbagliato. La legge della non contraddizione della logica formale è solo un’espressione negativa della legge di identità, è un complemento della legge di identità; il suo ruolo è quello di rafforzare il contenuto della legge di identità (un concetto è uguale a se stesso, A è uguale ad A).»
Secondo un'altra linea difensiva, alcuni marxisti distinguono tra il materialismo dialettico inteso solo come metodo filosofico del marxismo (che sarebbe non una vera e propria teoria scientifica, come secondo alcuni riteneva Engels, bensì la generalizzazione di un metodo di pensiero basato sull'esperienza) e il contenuto positivo del marxismo, che rientra nella fattispecie delle teorie scientifiche, fa previsioni piuttosto precise ed è confutabile, basato sull'esperienza e anche emendabile con integrazioni e revisioni successive (questa è, per esempio, l'opinione della scuola di Francoforte). In effetti Engels sembra rispondere anticipatamente a critiche simili nella sua polemica col professor Dühring:

### Lostatuscontroverso del materialismo dialettico
Di fatto, non sembra si possa attribuire ad Engels però l'idea della dialettica materialista come una sorta di dogma religioso capace di spiegare tutti i fenomeni; questa è piuttosto la vulgata canonizzata per esempio nel Breve corso di storia del Partito Comunista (Bolscevico) dell'URSS pubblicato nel 1938 ad opera del leader sovietico Stalin, in cui in effetti lo stile espositivo è il seguente:
(Iosif Stalin)
Spesso il circospetto "perfettamente conoscibili" diventava in sostanza un "perfettamente conosciute" nella pratica scientifica sovietica (come per esempio nel famoso caso dell'opposizione di Lysenko alla genetica). Questa dottrina, indicata in russo con l'abbreviazione диамат, diamat (da диалектический материализм, dialektičeskij materializm), ed esposta specificamente nell'opuscolo di Stalin Del materialismo dialettico e del materialismo storico, era la "filosofia ufficiale" insegnata nelle scuole e nelle università sovietiche.
È stata osservata la distanza tra questa dogmatizzazione del materialismo dialettico e quella originaria, in particolare per quanto riguarda la questione spinosa dello status della dialettica rispetto al complesso della conoscenza umana. Engels non crede a verità eterne:
(Anti-Dühring)
Naturalmente esistono differenti interpretazioni di questo passo di Engels, soprattutto da parte staliniana.
Interessante è a proposito il seguente passo di Lenin:
(Materialismo ed empiriocriticismo)
Engels scrisse:
(Dialettica della natura)
Inoltre, molti studiosi di Marx fanno notare come egli abbia scritto di tendenze, non sostenendo alcuna dogmatica inevitabilità nel materialismo dialettico. In tal modo, la sua tesi sarebbe falsificabile, e dunque scientifica, e non avrebbe la pretesa di spiegare qualsiasi fenomeno. Contro l'interpretazione antiscientifica del materialismo dialettico, in realtà, scrisse lo stesso Engels:
Ci facciamo da noi la nostra storia, ma, innanzitutto, a presupposti e condizioni assai precisi. Tra di essi quelli economici sono in fin dei conti decisivi. Ma anche quelli politici, ecc., anzi addirittura la tradizione che vive nelle teste degli uomini ha la sua importanza, anche se non decisiva. [...]"»
(Engels, lettera a Joseph Bloch, 1890)

## La freccia del tempo
Engels era convinto che il tempo fosse circolare e avversò l'idea dell'irreversibilità del tempo conseguente al secondo principio della termodinamica. In una lettera a Karl Marx datata 21 marzo 1869, scriveva:
Egli riteneva che il secondo principio della termodinamica dovesse essere falso poiché obbligava a riconoscere che l'Universo abbia avuto un inizio e quindi l'esistenza di un creatore.